# Les Contes de Canterbury (film)
Pour les articles homonymes, voir Les Contes de Canterbury (homonymie).
Série Trilogie de la vie
Le Décaméron
(1971) Les Mille et Une Nuits
(1974)
Pour plus de détails, voir Fiche technique et Distribution.
Les Contes de Canterbury (titre original : I racconti di Canterbury) est une comédie érotique franco-italienne réalisée par Pier Paolo Pasolini, inspirée des Contes de Canterbury de Geoffrey Chaucer.
Réalisé en 1972, ce film est le deuxième volet de la Trilogie de la vie, après Le Décaméron (1971) et avant Les Mille et une nuits (1974). Pasolini y adapte successivement les grands récits de l'Italien Boccace, de l'Anglais Geoffrey Chaucer (interprété par Pasolini lui-même), et des mythes orientaux.

## Synopsis
Le film est une adaptation de huit des vingt-quatre Contes de Canterbury : Le Conte du Marchand, Le Conte du Frère mendiant, Le Conte du Cuisinier (Pasolini développe abondamment ce conte abandonné par Chaucer après seulement une cinquantaine de vers), Le Conte du Meunier, le prologue du Conte de la Bourgeoise de Bath (mais pas le conte en lui-même), Le Conte du Régisseur, Le Conte du Vendeur d'indulgences et Le Conte de l'Huissier d'église. Contrairement au texte original, le lien entre les contes n'est pas assuré par les interactions entre les pèlerins, mais par la seule personne de Chaucer, que l'on voit occupé à leur rédaction.
Le film consiste en huit histoires, introduites par un prologue. Avec d'autres pèlerins, Chaucer (interprété par Pasolini) est en route pour Canterbury. Tout en marchant, ces hommes et ces femmes, à l’invitation de l'écrivain, racontent les histoires habituelles d'adultère, de querelles familiales, de désirs lubriques et de querelles entre prêtres rusés et religieuses cloitrées naïves.

### Prologue
D'après le Prologue général.
À Southwark, près de Londres, un groupe de pèlerins se prépare à un long voyage. Peu après, Geoffrey Chaucer arrive lui aussi à la périphérie de la ville et est hébergé dans la cour pour y prendre des rafraîchissements. Ayant finalement décidé de se rendre à Canterbury pour se recueillir sur la tombe de Thomas Becket, les pèlerins reçoivent le conseil d'un autre voyageur de raconter une série d'histoires pendant le voyage afin de ne pas s'ennuyer.

### Première histoire: Ser Gennaio et son épouse Maggio
D'après Le Conte du marchand
Le protagoniste est Ser Gennaio, un riche noble possédant un grand et somptueux palais, mais laid, vieux et grossier. En effet, l'homme passe des journées entières et des fêtes à chercher une épouse et réussit à épouser une jeune femme dans la fleur de l'âge qui n'accepte la proposition que pour l'argent. En réalité, la jeune fille, Maggio, est amoureuse d'un autre homme, beau, jeune et cultivé, qui lui envoie une lettre lui déclarant son amour. Au début, Maggio ne s'intéresse pas sérieusement au bel homme, mais après avoir été complètement dégoûtée par un rapport sexuel avec Gennaio, elle décide de rejoindre le jeune homme. Ce sentiment est encore renforcé par la soudaine cécité de Gennaio, ce qui devient désormais un véritable calvaire pour Maggio, contraint de s'occuper de lui.
Quelques jours passent et les deux amoureux décident de se retrouver dans le jardin de la maison de Gennaio, où résident deux sorciers. Sous prétexte de cueillir des mûres, Maggio convainc Gennaio de la faire grimper à l'arbre où l'attend son bien-aimé et, après y avoir grimpé, l'embrasse passionnément. Mais le plaisir ne dure pas longtemps car l'un des sorciers fait recouvrer la vue à Gennaio qui, voyant Maggio en train d'embrasser l'autre, se met à hurler. Le jeune homme s'enfuit et Maggio tente de tromper le naïf Gennaio en lui disant que tout cela n'était que le fruit de son imagination puisqu'il venait de recouvrer la vue. Ser Gennaio se laisse berner et rentre chez lui, heureux d'être avec sa fiancée.

### Deuxième histoire: le diable et l'inquisiteur
D'après Le Conte du frère mendiant
Un homme (Franco Citti) observe un second personnage qui regarde par la fenêtre. L'homme est un maître chanteur envoyé par l'Inquisition anglaise pour découvrir des relations homosexuelles. Ayant repéré deux d'entre eux, il court à l'église pour le signaler à l'inquisiteur, tandis que le mystérieux personnage le suit pas à pas. L'inquisiteur, qui s'est rendu chez le premier des deux sodomites, est soudoyé par une forte somme d'argent pour ne pas le dénoncer. Dans le second cas, l'homme n'ayant pas d'argent pour soudoyer l'inquisiteur, il est arrêté. L'homme est immédiatement condamné au bûcher et, tandis qu'il est traîné dans les rues, nu et hurlant comme un porc à l'abattoir, l'homme mystérieux assiste à la scène en se faisant passer pour un vendeur de crêpes. L'homme est brûlé, sous les yeux de tous et sous le sourire moqueur du vendeur, qui suit toujours le maître chanteur.
Montés sur des mules, les deux hommes discutent librement, se racontant tous leurs méfaits et leurs tromperies, jusqu'à ce que l'homme mystérieux apparaisse. Il prétend qu'il est le Diable et qu'il vient de l'enfer pour apporter la souffrance à l'humanité. Le maître chanteur le croit et lui propose un marché. Les deux hommes voleront ensemble et tout ce que l'humanité voudra donner au diable, il le prendra. Ils arrivent à un vieux moulin où une vieille femme est en train de laver du linge. Le maître chanteur veut lui voler 12 sous, mais la vieille femme ne veut pas les lui donner, jurant de les donner au diable, lui et la cruche d'or qu'elle possède. Un éclair de plaisir et de cupidité brille alors dans les yeux du diable, qui s'empare de la cruche et de la vie de son compagnon.

### Premier intermède
La bande en route pour Canterbury s'arrête pour se reposer dans une église. Pendant que les autres se reposent, Chaucer prend des notes sur les romans et en commence un autre : le conte du cuisinier.

### Troisième histoire: Perkin le séducteur
D'après Le Conte du cuisinier
S'inspirant du personnage de Charlot, le festif Ninetto Davoli se déchaîne dans la ville de Londres en incarnant le bouffon Perkin. Ce dernier vient d'être mis à la porte par un aubergiste parce qu'il est trop bête pour assumer le travail de cuisinier, et part à la recherche d'autres aventures. Après sa rencontre avec deux policiers auxquels il échappe en s'esquivant alors qu'ils se jettent dans la Tamise, il entre dans une maison noble où se déroule un enterrement de vie de garçon et tente de séduire la mariée, mais le père sévère renvoie Perkin dans la rue à coups de pied. De retour chez lui sans rien à se mettre sous la dent, Perkin est envoyé au lit sans dîner et trouve un nouveau travail le lendemain.
Il doit être le commis d'un vendeur d'œufs, mais Perkin, en l'absence du propriétaire, accepte l'invitation de trois jeunes hommes à jouer aux dés avec eux et, pour cette raison, il est à nouveau renvoyé, non sans avoir cassé quelques œufs et convenu avec les jeunes hommes de sortir le soir même. Tard dans la nuit, Perkin retrouve les jeunes hommes et l'un d'eux l'invite chez lui pour faire l'amour avec sa femme, une prostituée bien connue. Le lendemain matin, alors qu'ils dorment encore tous les trois, Perkin fait un rêve étrange : il s'imagine être dans une grande salle et danser avec des milliers de jeunes filles nues qui répondent à son désir. Mais le rêve est interrompu par l'arrivée de deux gardes qui arrêtent Perkin et le mettent au pilori pour que tout le monde puisse se moquer de lui.

### Deuxième intermède
Geoffrey Chaucer, cette fois auteur et non protagoniste des contes, se délecte de quelques lectures du XIVe siècle (dont le Décaméron de Boccace), puis s'assoupit. Mais sa femme le rappelle, l'invitant à reprendre le cours des histoires.

### Quatrième histoire: Nicola et Alison
D'après Le Conte du meunier
Nicola, jeune étudiant en chant, est follement amoureux d'Alison, la femme d'un simple bûcheron. Pourtant, il semble que leur amour soit sur le point de prendre une mauvaise tournure. Nicola décide de rester caché dans le grenier pendant trois jours, tandis que ses deux amis, Martin et Assalonne (dont le premier est homosexuel), se rendent la nuit chez le bûcheron pour faire la cour à Alison. Se réveillant tôt le lendemain, le bûcheron se rend dans la chambre de Nicola et le trouve absorbé dans une profonde méditation. Il essaie de comprendre ce qui se passe, lorsque Nicola se lève et se met à crier comme un fou qu'il va y avoir un grand déluge cette nuit même, pire que celui qui s'est produit au temps de Noé, et que le bûcheron doit immédiatement fabriquer trois grandes cuves en bois où lui, Alison et Nicola lui-même trouveront refuge. Le bûcheron se met immédiatement au travail et tous trois se placent à l'intérieur d'une cuve, suspendus par une corde à une poutre, pour attendre le déluge. Pendant ce temps, une grande fête a lieu dans une demeure seigneuriale, à laquelle assistent également Assalonne et Martin.
Ce dernier dit qu'il n'a pas vu le bûcheron de la journée et presse donc son ami d'aller voir la belle Alison, qui a entre-temps invité Nicola dans sa chambre, car le bûcheron s'est endormi à l'intérieur de sa cuve. Pendant qu'Alison et Nicola ont des rapports sexuels, Absalon frappe à la fenêtre, mais la jeune fille lui oppose un refus répété. Le jeune homme lui demande alors un seul baiser et Alison a la bonne idée de lui jouer un tour : comme il fait nuit, elle expose ses fesses à travers la fenêtre et, dès que les lèvres d'Assalonne se posent sur sa peau, elle laisse échapper un pet tonitruant. Assalonne s'enfuit indigné en jurant de se venger : il emprunte un fer rouge à un ami forgeron et, de retour sous la même fenêtre, demande à Alison de regarder dehors un instant pour obtenir un nouveau baiser en échange d'une bague qu'il veut lui offrir. Nicola pense alors à lui rendre la monnaie de sa pièce et tend lui aussi les fesses, mais Absalon lui enfonce le fer rouge dans le rectum. Hurlant, Nicola s'enfuit de la chambre à la recherche d'eau pour calmer sa brûlure, tandis que le bûcheron, entendant son appel « de l'eau, de l'eau », coupe la corde à laquelle est suspendue la cuve où il s'est réfugié, la faisant s'écrouler sur le sol.

### Cinquième histoire: la bourgeoise de Bath
D'après Le Conte de la bourgeoise de Bath
Dans la ville festive et colorée de Bath, le quatrième mari d'une femme d'âge mûr tombe malade pendant l'amour et meurt peu après. La femme rencontre un jeune étudiant nommé Giannozzo et est instantanément éprise de lui après l'avoir vu se baigner nu. Son amie, qui héberge l'étudiant, lui propose de rencontrer Giannozzo seul lors d'une fête 'Obby 'Oss qui se profile à l'horizon. Lors de la fête, elle trouve Giannozzo étendu par terre seul. Alors qu'elle le masturbe, elle lui dit qu'il doit l'épouser parce qu'elle a fait un rêve prophétique dans lequel il essayait de la tuer et qu'elle était couverte de sang. Le sang est synonyme d'or. Elle enterre son mari et épouse Giannozzo dans la foulée, courant littéralement des funérailles de son défunt mari dans une aile de la cathédrale à son mariage dans une autre aile. Lors de leur nuit de noces, le cinquième mari de la bourgeoise de Bath lui lit un passage d'un livre dénonçant les vices des personnages historiques de femmes telles qu'Ève et Xanthippe. La bourgeoise de Bath exige qu'il ne lui parle pas de ses propres affaires et détruit le livre. Son mari la repousse, elle tombe sur le dos et gémit sur le sol. Elle feint d'être blessée et lui dit qu'elle est en train de mourir. Elle le maudit d'avoir comploté pour lui prendre sa terre et son héritage. Lorsqu'il se penche pour la réconforter, elle lui mord le nez. Cet épisode est tiré du prologue du Conte de la bourgeoise de Bath plutôt que du conte lui-même.

### Sixième histoire: les étudiants et le meunier
D'après Le Conte du régisseur
L'intendant étant mourant, deux jeunes étudiants d'un collège de Cambridge convainquent le recteur d'aller voir le meunier pour vérifier qu'il ne les vole pas sur le grain moulu. Alors qu'ils travaillent au moulin, le meunier fait fuir leur cheval pour se moquer de leur culture, qui n'est pas toujours, observe-t-il, synonyme d'intelligence. Les deux garçons partent alors à la recherche du cheval, tandis que le meunier rit de bon cœur. La nuit venue, alors que la joyeuse petite famille du meunier est en train de manger, les deux garçons reviennent et frappent à la porte, demandant l'hospitalité. Le maître les invite à dormir ensemble dans la même chambre. Ils s'exécute mais plus tard dans la nuit, les étudiants décident de s'amuser : en effet, l'un se couche avec la petite fille du meunier et l'autre, s'étant levé pour aller uriner, pousse rapidement le berceau au pied de son lit, ce qui trouble la femme qui, revenue dans la chambre, se glisse dans le lit de l'étudiant en pensant qu'il s'agit du lit nuptial.
Les deux couples passent une nuit de sexe tandis que le meunier, sans méfiance, dort seul dans son lit. Le lendemain matin, à l'aube, l'amant de la fille du meunier se réveille avant tout le monde et, également troublé par la position du berceau, se glisse dans le lit où dort le meunier et, croyant que ce dernier est son compagnon, lui raconte tout ce qu'il a fait. Le meunier se réveille alors, se déchaîne et attaque les étudiants, dans un grand tumulte de lits renversés et de cris. Heureusement pour eux, les deux jeunes gens parviennent à s'échapper juste à temps et volent quelques sacs de farine au meunier, ainsi que le gâteau que la fille de ce dernier avait préparé pour eux avec la farine volée par son père.

### Troisième intermède
Alors que Chaucer écrit encore ses histoires, dans la grande auberge où se sont arrêtés les pèlerins en route pour Canterbury, quatre jeunes amis font l'amour à des prostituées. À un moment donné, l'un d'eux sort et, montrant son pénis aux pèlerins, se met à prêcher contre les vices que sont la luxure, la gourmandise et la boisson, tout en urinant sur toutes les personnes présentes.

### Septième histoire: les trois amis et la mort
D'après Le Conte du vendeur d'indulgences
Dans un petit comté de la Flandre, une calèche passe silencieusement avec à son bord le cadavre d'un jeune homme : Rufus. Ses trois amis boivent à l'auberge et veulent savoir dans quelles circonstances il est mort. On leur répond qu'une nuit, ivre, il a invoqué la Mort à plusieurs reprises et que celle-ci l'a emporté avec elle. Les garçons ne croient pas à cette histoire et jurent de venger leur ami en partant à la campagne. Ils y trouvent un vieux voyageur (voix d'Eduardo De Filippo) qui, attristé par la perte de sa jeunesse, attend que la Mort vienne le soulager de ses chagrins. Les jeunes gens le prennent pour un espion et veulent le tuer pour la mort de leur ami, mais il refuse et les dirige vers un chêne voisin, où ils trouveront celui qu'ils cherchent, à savoir la mort. Au pied de l'arbre, les trois garçons trouvent toutes sortes de richesses : des bijoux, des pierres précieuses et des couronnes d'or.
Les jeunes gens ne veulent pas risquer d'être remarqués avec le trésor en plein jour. Dick, le plus jeune des trois, est donc envoyé par les autres pour acheter du vin et du pain pour le dîner, tandis que les autres gardent le trésor, en attendant de l'emporter à la tombée de la nuit. Dick se rend au marché et achète le pain et le vin, mais aussi du poison, dans l'intention de tuer ses amis pour s'emparer lui-même du trésor. Mais pendant qu'il mélange le poison au vin, les deux autres complotent pour le tuer et éviter ainsi de devoir partager le trésor avec lui. Dès que Dick arrive au chêne, l'un des deux fait semblant de vouloir jouer avec lui et le poignarde. Mais les deux survivants ont déjà bu le vin empoisonné apporté par Dick, et peu après, ils meurent à leur tour dans des spasmes atroces, s'effondrant sur leurs vomissures et leurs excréments. Ils cherchaient la mort et ils l'ont trouvée.

### Huitième histoire: le frère cupide
D'après Le Conte de l'huissier d'église
Pour un moine crasseux avide de richesses, la journée s'annonce mal. L'homme se rend chez un riche gentilhomme mourant, convoitant son héritage. Ce dernier lui déclare que ce qu'il cherche se trouve sous ses fesses et l'invite à y plonger la main pour se moquer de lui en émettant un pet retentissant. Cette nuit-là, un ange arrive chez le moine et, citant un célèbre tercet dantesque, lui ordonne de le suivre en enfer. Ils arrivent ainsi dans un lieu surréaliste (rappelant les grotesques visions infernales peintes par Jérôme Bosch), où tout n'est que douleur, tourment et souffrance et où les damnés sont pendus, encornés ou tourmentés par des démons monstrueux et multicolores. L'ange se tourne alors vers Satan, lui demandant de montrer au moine le châtiment réservé aux frères cupides ; ce dernier lève la queue et émet un formidable pet, aussitôt imité par tous les autres diables, qui pètent une multitude de petits moines comme s'il s'agissait d'excréments.

### Épilogue
D'après la Rétractation de Chaucer
Le film se termine par l'arrivée des pèlerins à la cathédrale de Canterbury, et Chaucer, chez lui, écrit : « Ici s'achèvent les Contes de Canterbury, racontés uniquement pour le plaisir de les raconter. Amen » : une réplique originale du film. La brève scène diffère radicalement du texte original. Alors que le vrai Chaucer demande à ses lecteurs chrétiens de pardonner les aspects les plus immoraux et les moins recommandables de son livre, le Chaucer de Pasolini n'a pas honte de la sexualité et se réjouit de raconter ces contes grivois.

## Fiche technique
- Titre : Les Contes de Canterbury
- Titre original : I raconti di Canterbury
- Réalisateur : Pier Paolo Pasolini , assisté de Sergio Citti
- Scénario : Pier Paolo Pasolini, d'après Les Contes de Canterbury de Geoffrey Chaucer
- Photographie : Tonino Delli Colli
- Montage : Nino Baragli
- Musique : Ennio Morricone
- Effets spéciaux : Luciano Anzellotti
- Décors : Dante Ferretti
- Costumes : Danilo Donati
- Production : Alberto Grimaldi
- Sociétés de production : Artistes Auteurs Associés (A.A.A.), France et Produzioni Europee Associati (PEA), Italie
- Pays de production :  Italie -  France
- Langues originales : italien, anglais, latin, gaélique
- Format : couleur par Technicolor - Son mono - 1,85:1 - 35 mm
- Durée : 118 minutes
- Genre : Comédie érotique
- Date de sortie :
  - Italie : 2 septembre 1972
  - France : 29 novembre 1972
- Classification :
  - France : Interdit aux moins de 16 ans
- Affiche : Jouineau Bourduge (France)

## Distribution
- Hugh Griffith : Sir Janvier (ser Gennaio en VO)
- Laura Betti : La bourgeoise de Bath
- Ninetto Davoli : Pierrot le séducteur (Perkin il festaiolo en VO)
- Franco Citti : Le diable
- Josephine Chaplin : Mai (Maggio en VO)
- Alan Webb : Un vieil homme
- Pier Paolo Pasolini : Geoffrey Chaucer
- Tom Baker : Giannozzo
- J.P. Van Dyne : Le cuisinier
- Vernon Dobtcheff : Franklin
- Adrian Street (en) : Le meunier
- Orla Pederson (sous le nom de « O.T. ») : Le chasseur de sorcières en chef
- Derek Deadman : Le marchand d'indulgences
- Nicholas Smith (en) : Le moine
- George Bethell Datch : L'hôte de l'auberge Tabard
- Dan Thomas : Nicola
- Francis De Wolff (non crédité) : Le père de la mariée
- Michael Balfour (en) : le charpentier
- Jenny Runacre (en) : Alison
- Peter Cain : Assalonne
- Daniele Buckler : un chasseur de sorcières
- John Francis Lane (en) : le moine cupide
- Settimo Castagna : ange
- Athol Coats : riche homosexuel
- Judy Stewart-Murray : Alice
- Tom Baker : Giannozzo
- Oscar Fochetti : l'amant de Mai
- Willoughby Goddard (en) : Placebo
- Peter Stephen (en) : Justinus
- Giuseppe Arrigio : Pluton
- Elisabetta Genovese : Proserpine
- Gordon King : Chancelier
- Patrick Duffett : Alan
- Eamann Howell : John
- Tiziano Longo : Simkin le tueur
- Eileen King : la femme de Simkin
- Heather Johnson : Molly
- Robin Askwith (en) (sous le nom de « Robin Asquith ») : Rufus
- Martin Whelar : Jack « la justice »
- John McLaren : Johnny « la grâce »
- Edward Monteith : Dick « l'épervier »
- Mary Stuart (non créditée) : une prêtresse
- Eduardo De Filippo : voix du vieil homme dans le Conte du vendeur d'indulgences
- Francesco Leonetti : voix de l'hôte de l'auberge Tabard
- Marco Bellocchio  : voix d'un frère cupide dans le Conte de l'huissier d'église

## Production

### Photographie
La photographie de ce film est basée sur des peintures du Moyen Âge et de la Renaissance. Les plans de Chaucer travaillant dans son cabinet de travail s'inspirent du tableau Saint Jérôme dans son étude d'Antonello de Messine. L'arrière-plan passe ici d'espaces ouverts et de collines ondulantes à de grandes bibliothèques et de petites fenêtres ne laissant apparaître que du blanc vide. Ce changement a pour but de montrer les espaces restreints dans lesquels Chaucer travaillait. La représentation de l'enfer tout à la fin du film est également basée sur les peintures de Jérôme Bosch. Giotto di Bondone et Pieter Brueghel l'Ancien ont également servi de références visuelles.

### Attribution des rôles
Contrairement aux autres de ses films, Pasolini a engagé des acteurs déjà connus tels que Hugh Griffith et Josephine Chaplin. Il s'agit probablement de la distribution la plus célèbre d'un film de Pasolini. Cependant, pour d'autres rôles, il a également choisi des acteurs inconnus issus des rues et des ruelles de Londres. Selon Mimmo Cattarnich, qui a travaillé comme photographe de plateau sur le film, des bagarres éclataient souvent entre les acteurs non professionnels sur le plateau, avec des couteaux et des gourdins.
Ce film fait également appel à des habitués de Pasolini tels que Ninetto Davoli et Franco Citti. Pier Paolo Pasolini était très malheureux pendant la production de ce film car Ninetto Davoli était en train de le quitter pour épouser une femme. Franco Citti joue le rôle du Diable dans ce film, ce qui suit un thème de la Trilogie de la vie où Citti joue des personnages démoniaques et immoraux (il joue Ser Ciappelletto dans Le Décaméron et est un ifrit dans Les Mille et Une Nuits).

### Tournage
Le tournage a duré du 16 septembre au 23 novembre 1971. Les lieux suivants ont servi de cadre aux contes :
- St John's College, Cambridge, Cambridgeshire - où Alan et John sont des érudits et leur disciple tombe malade.
- Cathédrale de Canterbury, Canterbury, Kent - la cathédrale apparaît à la fin. Les voyageurs sont arrivés à destination.
- Chipping Campden, Gloucestershire - le cadre des trois jeunes hommes à la recherche de la mort.
- Fairfield, Romney Marsh, Kent - où les trois jeunes gens demandent au vieil homme où trouver la mort. Celui-ci leur indique une réserve d'or derrière un arbre voisin.
- Lavenham Guildhall, Lavenham, Suffolk - la maison de la bourgeoise de Bath.
- La tour de Layer Marney, Essex - où Perkin est mis au cachot.
- Le prieuré de St Osyth, Essex - La grande propriété et le jardin privé de Sir Janvier.
- Abbaye de Battle, Battle, Sussex de l'Est - l'intérieur du château de Sir Janvier.
- John Webb's Windmill, Thaxted, Essex - maison de la veuve âgée dans le Le Conte du frère mendiant où le diable emmène l'invocateur et la cruche en enfer avec lui.
- Warwick, Warwickshire
- Vicars' Close, Wells, Somerset - La maison d'origine de Maggio avant son mariage avec ser Gennaio et la rue où Gennaio inspecte le derrière des jeunes femmes.
- Etna, Sicile - L'enfer dans le Conte de l'huissier d'église et où a été filmé le Conte de Sir Topas, qui a été supprimé.
- Coggeshall Grange Barn, Grange Hill, Coggeshall, Essex - L'auberge Tabard, également le bordel dans Le Conte du vendeur d'indulgences.
- Grand hall du palais de Winchester, Southwark, Londres - la chaîne du pain où Perkin tente de voler des rations supplémentaires.
- Usines de la Tamise où Perkin est poursuivi par deux gendarmes maladroits.
- Watermen's stairs, Wapping, Londres - Les gendarmes et le moine tombent dans la Tamise.
- Cathédrale Saint-André de Wells, Wells, Somerset - Absolon y assiste à une danse et la bourgeoise de Bath épouse le jeune étudiant dans la Lady Chapel.
- Trinity Lane, ainsi que le Trinity College à Cambridge, Cambridgeshire - Absolon et Martin courent vers la maison d'Alison en passant par cette rue. Maître Gervase y a son atelier de forgeron.
- Rolvenden Windmill, Rolvenden, Kent - le Moulin et la maison de Simkin le Meunier et de sa famille. C'est aussi le lieu de la fête où la bourgeoise de Bath masturbe Jenkin.
- Studios Safa Palatino, Rome, Latium, Italie - diverses scènes d'intérieur.
- Bradford-on-Avon, Wiltshire - Chaucer met en place son histoire de Sir Thopas et l'hôte et d'autres voyageurs lui demandent d'arrêter (scène supprimée).
- The George Inn, Norton St Philip, Somerset - la maison d'Alison, de John le charpentier et de leur voisin Nicholas.

## Distinctions
- 1972 : Ours d'or du meilleur réalisateur[6].